# 豪勇七蛟龍
為集合眾多好萊塢大卡司動作片演員年輕時拍攝的熱鬧、娛樂性極高之1960年西部電影，也是數位影星早年成名作；此片在票房賣座之成功半數原因可歸功於好萊塢電影音樂大師埃尔默·伯恩斯坦創作之主題曲悅耳動聽，至今仍是許多交響樂團慶典時演奏之耳熟能詳音樂；故事部份情節源於日本黑澤明執導名片《七武士》；因為票房賣座佳，於1967年拍攝續集。
重拍版的於2016年9月推出，由哥倫比亞影業發行、安東尼·法奎執導。

## 劇情
本片一反美國西部片惯用醜化墨西哥的手法，土匪巢居於墨國侵擾善良鄉民，鄉民集資召募以基里斯·亞當斯為首的七名鑣客，抵禦結隊百名土匪並展開大戰。七位勇士鑣客於結識中各自顯現自己功夫特色及高強，為本片可看點之一。
為了迎擊來犯的大批土匪，七位鑣客事先在鎮民幾乎已逃光的鎮上佈置陷阱。在最後大決戰時，七鑣客戰歿4人僅存3人，但仍舊成功阻止土匪繼續危害鄉里。土匪頭子在中彈而死前，依舊喃喃自語：「為什麼會這樣？……」不明白七位鑣客為何肯仗義挺身而出以寡敵眾。

## 演員
- 尤·伯連納 飾 克里斯（Chris Adams）
- 史提夫·麥昆 飾 維恩（Vin Tanner）
- 查理士·布朗遜 飾 歐雷利（Bernardo O'Reilly）
- 詹姆士·柯本 飾 布瑞特（Britt）
- 霍斯特·布夫赫茲（英语：Horst Buchholz） 飾 奇哥（Chico）
- 布萊德·戴克斯特（英语：Brad Dexter） 飾 哈里（Harry Luck）
- 勞勃·彭恩 飾 李（Lee）
- 伊萊·沃勒克 飾 大盜卡維拉（Calvera）
- 露珊達·蒙蒂露絲（英语：Rosenda Monteros） 飾 培卓（Petra）
- Whit Bissell（英语：Whit Bissell） 飾 Chamlee the Undertaker
- Vladimir Sokoloff（英语：Vladimir Sokoloff） 飾 The Old Man
- Jorge Martínez de Hoyos（英语：Jorge Martínez de Hoyos） 飾 Hilario
- Rico Alaniz（英语：Rico Alaniz） 飾 Sotero
- Natividad Vacío（英语：Natividad Vacío） 飾 Miguel
- Robert J. Wilke（英语：Robert J. Wilke） 飾 Wallace
- 方·艾弗里（英语：Val Avery） 飾 Henry the Corset Salesman
- Bing Russell（英语：Bing Russell） 飾 Robert